# Maria Arminda do Nascimento Arruda

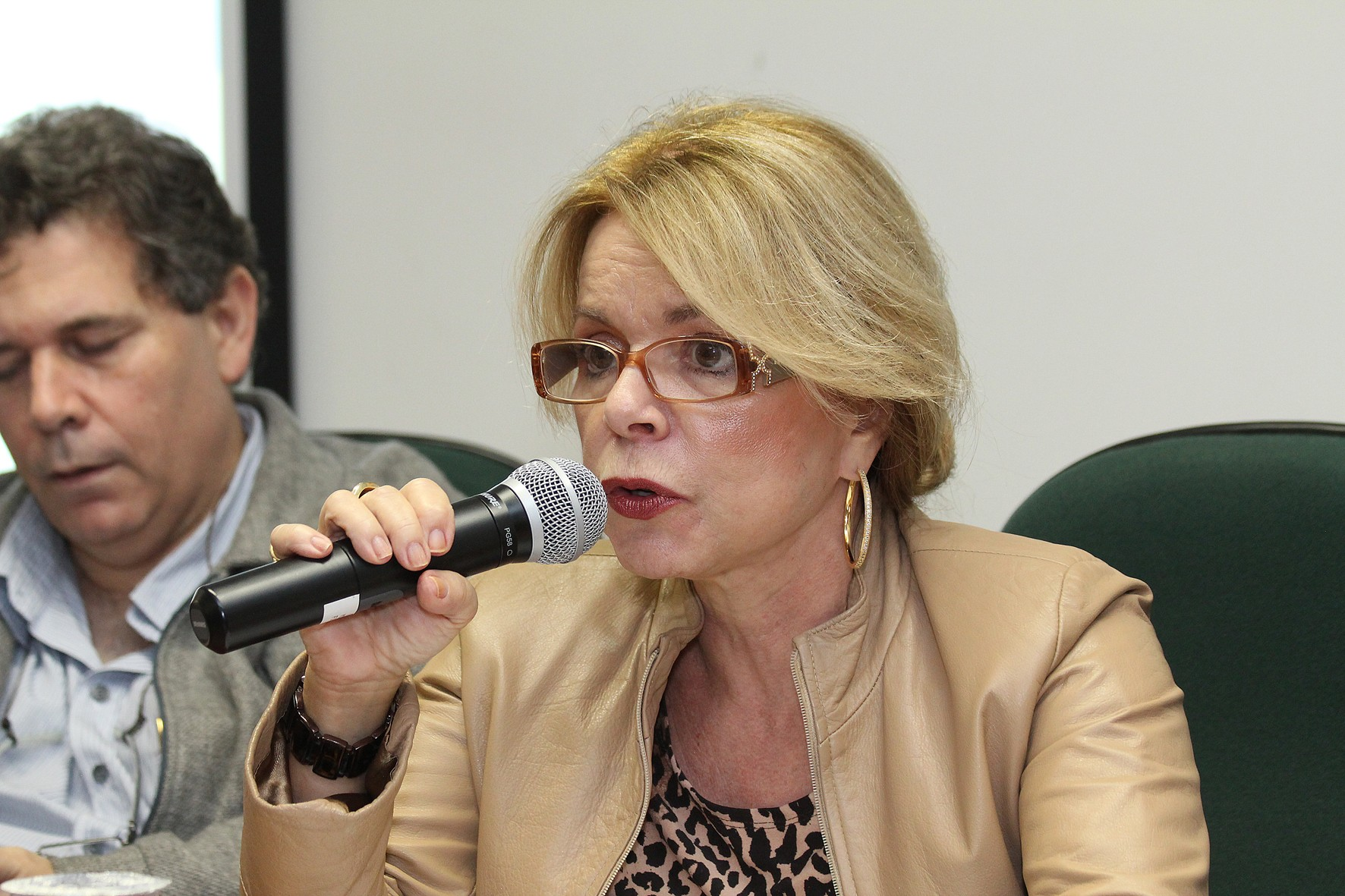
Maria Arminda do Nascimento Arruda (2013)

Maria Arminda do Nascimento Arruda (* 14. Juni 1948 in Tombos, Minas Gerais) ist eine brasilianische Kultursoziologin.
Arruda widmet ihre Forschung dem intellektuellen, künstlerischen und literarischen Schaffen Brasiliens sowie der Massenkommunikation. Seit 2016 steht sie der Fakultät für Philosophie, Literatur und Humanwissenschaften der Universität von São Paulo vor.
Für ihr Buch Metrópole e Cultura – São Paulo no Meio Século XX (2001) wurde sie 2002 mit dem Prêmio Jabuti de Literatura ausgezeichnet.